# Zanclodon
Zanclodon ('zeistand') is een geslacht van uitgestorven archosauriformen uit de Erfurtformatie in Zuid-Duitsland. Het was ooit een prullenbaktaxon totdat een taxonomische herziening door Schoch (2011) alleen het paratype (SMNS 6045) achterliet binnen Zanclodon laevis. De typesoort is Zanclodon laevis.

## Ontdekking en naamgeving
Het paratype SMNS 56045, een bovenkaak met tanden, werd ontdekt in de Gaildorf Alumn Mine in Zuid-Duitsland. Zanclodon heette oorspronkelijk Smilodon Plieninger 1846, maar deze naam was eerder gebruikt voor de sabeltandkat (een bezette naam), waardoor Plieninger in 1847 de vervangende naam Zanclodon benoemde. Aan Zanclodon laevis werd ook een paralectotype toegekend: SMNS 6045a, een losse vervangingstand.
Zanclodon plieningeri werd benoemd door Fraas in 1896, maar het werd kort na publicatie een jonger synoniem van Zanclodon laevis omdat ze allebei gebaseerd zijn op hetzelfde exemplaar SMNS 6045.
Veel soorten werden voorheen op één hoop gegooid onder het geslacht Zanclodon, maar momenteel wordt aangenomen dat alleen de typesoort Zanclodon laevis, de 'gladde', tot het geslacht behoort.

## Classificatie
Zanclodon werd vroeger geplaatst in de Teratosauridae, binnen de Theropoda, en soms werd plateosauride materiaal ten onrechte verwezen naar Zanclodon. Het wordt nu beschouwd als een onbepaalde archosauriform te zijn geweest.